# Bryopteris gaudichaudii
Espèce
Classification phylogénétique
Statut de conservation UICN

 CR  : 
En danger critique
Bryopteris gaudichaudii est une espèce de plantes du genre Bryopteris de la famille des Lejeuneaceae.